# ケサケイット

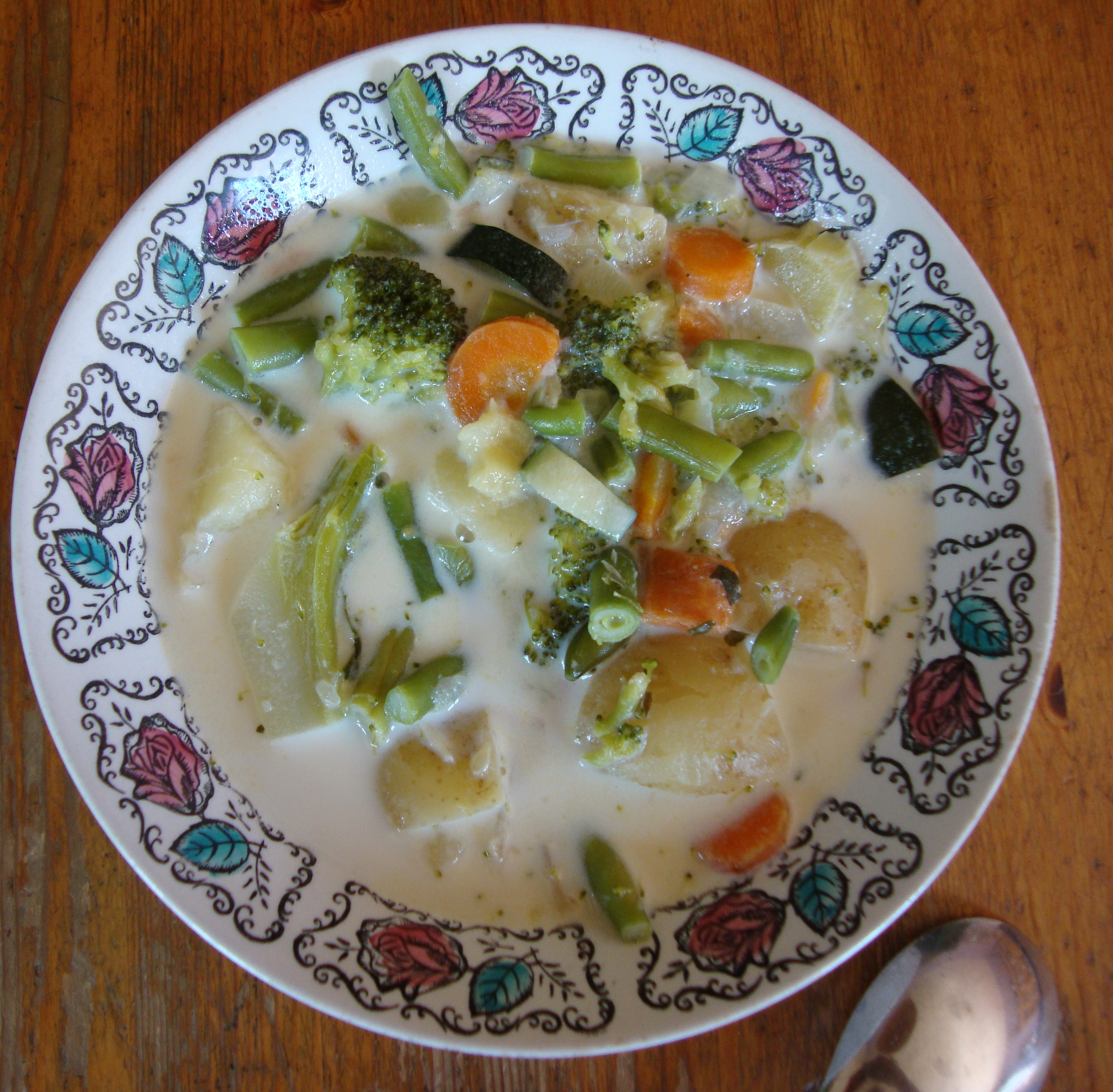
ケサケイット

ケサケイット（フィンランド語: Kesäkeitto）は、フィンランドの伝統的な野菜スープである。名前はフィンランド語で「夏のスープ」という意味である。牛乳、バターとジャガイモ、ニンジン、エンドウ、カリフラワー、その他の季節の野菜で作られる。ソ芬戦争の間、多くの食糧が入手しにくくなる一方で、庭の食材だけで満足できるため、非常に人気であった。この理由から、スウェーデン系フィンランド人は「けちなスープ」という意味のsnålsoppaと呼ぶ。

## 関連文献
- Tero Kallio, Kimmo Saira: Simply Scandinavian: Travelling in Time with Finnish Cuisine and Nature. Raikas Publishing Ltd., 2009. ISBN 9529996217